# Corps Posonia Wien
Das Corps Posonia Wien ist ein kreisfreies Corps im Kösener Senioren-Convents-Verband (KSCV). Es vereint Studenten und Alumni der Universität Wien und anderer Wiener Hochschulen. Die Corpsmitglieder werden „Posonen“ genannt. Das Corps steht zu Mensur und Couleur. Zurzeit ist es aus Mangel an aktiven Mitgliedern suspendiert.

## Couleur
Das Burschenband hat die Farben Weiß-Rot-Gold mit goldener Perkussion, das Fuchsenband die Farben Weiß-Rot. Dazu wird eine rote Studentenmütze getragen. Der Wahlspruch lautet: Kraft im Recht! Der Wappenspruch lautet Gladius ultor noster!. Das von Hans Parger und Josef Kranz verfasste Bundeslied Posonia sei’s Panier! erschien 1880 im Commersbuch der Wiener Studenten.

## Geschichte

### Preßburger Gesellschaft/Klub
Die Posonia wurde am 5. Dezember 1869 von 10 Studenten aus Preßburg und Umgebung zunächst als Preßburger gemütliche Gesellschaft gegründet, welche in ihren ersten Statuten als Zweck der Vereinigung den Zusammenschluss der Landsleute und die Pflege gemütlicher Unterhaltung bezeichnete. Sie führte den Wahlspruch utile dulci. Diese wurde noch im selben Jahr am 2. Dezember in Preßburger Klub umbenannt, da die Zahl der Mitglieder rasch zunahm und sich herausstellte, dass der Name dem Wirken der Gesellschaft nicht mehr entsprach; dieser gab Satisfaktion auf Säbel.

### Landsmannschaft
Am 12. März 1873 wandelte sie sich in eine akademisch-progressistische Landsmannschaft um und als solche gab sie die Mensur kurzzeitig auf. Sie trug Farben und nahm den Namen Posonia (lat. für Preßburg) an. Die Mitgliedschaft war anfangs auf aus Preßburg stammende Akademiker beschränkt, dabei allerdings nicht auf die deutsche Volksgruppe begrenzt. Der Wohnort spielte bald keine Rolle mehr, es konnten alle Wiener Hochschüler aktiv werden. Ab 1874 wurde eine rote Mütze getragen. 1876 wurde die Posonia eine konservative Verbindung, d. h. es wurden wieder Mensuren geschlagen.
Die Posonia war 1877 gemeinsam mit den Landsmannschaften Bukowina und Markomannia Gründungsmitglied des Wiener Landsmannschafter-Convents (Wiener LC), der einen gegen die Burschenschaften und auf Erhaltung der Donaumonarchie gerichteten Standpunkt vertrat und dem Wiener SC nahe stand. 1881 bestand die Posonia mehrheitlich aus Magyaren, weshalb es zu einer Spaltung des Wiener LC kam; die Posonia verblieb im Wiener LC, die ausgetretenen Landsmannschaften gründeten den Deutschen Landsmannschafter-Convent. Es folgten Jahre des Streits unter den Landsmannschaften, in denen sich die meisten Wiener Landsmannschaften nach und nach in andere Verbindungsformen umwandelten. 1882 ging die am 7. Februar 1880 gegründete Landsmannschaft Pannonia in der Posonia auf. Als die Landsmannschaft Markomannia schließlich 1898 zur Burschenschaft wurde, blieb nur noch die Posonia als Landsmannschaft erhalten. Es kam zu einem Freundschafts- und Verkehrsverhältnis mit dem Coburger Landsmannschafter-Convent. Nachdem dieser 1894 einen Arierparagraphen eingeführt hatte, beschloss die Posonia 1898 nur noch „deutsche Arier“ aufzunehmen, mit der Folge, dass in den darauffolgenden Jahren die Bundesbrüder mit magyarischen Wurzeln austraten. Trotz dieser Annäherung kam es nicht zu einem Verbandsbeitritt.

### Corps
Stattdessen erklärte sich Posonia 1907 zum Corps und wurde 1908 schließlich in den Wiener SC aufgenommen.
1909 war die Posonia an der Gründung des völkisch-antisemitischen Dürnsteiner SC-Verbandes beteiligt. Damit fand ihre ursprünglich landsmannschaftliche, multinationale Vergangenheit zunächst ein Ende. Am 11. Februar 1911 verließ sie allerdings wieder diesen Verband. 
Am 20. September 1919 wurde Posonia schließlich mit dem Wiener SC in den Kösener Senioren-Convents-Verband (KSCV) aufgenommen. Nach der Auflösung des KSCV am 28. September 1935 bildete sich die Arbeitsgemeinschaft Österreichischer Corps, der Posonia bis zu deren Auflösung am 17. März 1938 im Zuge des Anschluss Österreichs angehörte. 
Schließlich musste das Corps im SS 1938 suspendieren. Mit dem Corps Cheruscia Wien betreute die Altherrenschaft die Kameradschaft „General Alfred Krauß“. In der Nachkriegszeit in Österreich konnte Posonia erst am 25. September 1952 rekonstituieren. Seither hatte sie wiederholt suspendieren müssen.
Am 100. Stiftungsfest, welches vom 9.–11. Mai 1969 im Kursalon und im großen Festsaal der Rudolfsuniversität stattfand, nahmen 75 Posonen teil. Auch die weiteren, vor allem runden, Stiftungsfeste konnten insbesondere wegen der Freundschaftsverhältnisse zu anderen Corps im gebührenden Rahmen gefeiert werden.
2012 kam es zu einer Sachbeschädigung am Haus des Corps Posonia, 2020 zu einem Farbanschlag.

## Auswärtige Beziehungen
Befreundete Corps sind das Corps Rhaetia-Innsbruck zu Augsburg (1967) und das Corps Erz (1955). Mit dem Corps Moenania Würzburg (1958) besteht ein offizielles Vorstellungsverhältnis.
Mit dem Corps Marchia Brünn bestand 1909–1919 ein Kartell und 1930–1962 ein Freundschaftsverhältnis. 1930 wurde mit dem Corps Suevia Prag und 1959 mit dem Corps Lusatia Breslau, welche mittlerweile selbst suspendiert sind, ein Vorstellungsverhältnis abgeschlossen.

## Bekannte Mitglieder
- Franz Hafner (1903–1985), Forstingenieur und Hochschullehrer
- Theodor Hayek (1887–1970), Ingenieur und der Wegbereiter der Zuckerindustrie in Irland und Neuseeland
- Friedmund Hueber (* 1941), Architekt und Hochschullehrer
- Eberhard Kranzmayer (1897–1975), Sprachwissenschaftler, Dialektologe und Namenforscher
- Wolfgang Marchart (1945–2008), Bezirkshauptmann der Bezirkshauptmannschaft Klagenfurt